# فيتامين
الفيتامين أو حيمين[بحاجة لمصدر علمي] هو مركب عضوي (أو مجموعة من الجزيئات المرتبطة كيميائيًا ارتباطًا وثيقًا) من المغذيات الدقيقة الأساسية التي يحتاجها الكائن الحي بكميات صغيرة من أجل الأداء السليم لعملية التمثيل الغذائي. لا يمكن الحصول على العناصر الغذائية الأساسية في الكائن الحي بطرق الاصطناع الحيوي، وحتى لو حصلَ ذلك فإنه لا يكون بكمّيات كافية، لذا يجب الحصول عليها من خلال الغذاء. يمكن لبعض الأحياء تصنيع فيتامين سي لكن العديد من الأنواع الأخرى لا يمكنها ذلك؛ فهو ليس فيتاميناً لدى النموذج الأول، لكنه يعتبر فيتامينًا في النموذج الثاني. لا يدخل ضمن مصطلح «فيتامين» مجموعات المغذيات الثلاث الأخرى وهي العناصر المعدنية والأحماض الدهنية الأساسية والأحماض الأمينية الضرورية. معظم الفيتامينات ليست مفردة الجزيئات، لكن تسمّى مجموعات الجزيئات ذات الصلة بأشباه الفيتامينات (فيتامير). على سبيل المثال يتكون فيتامين إي من أربع توكوفيرولات.
على الرغم من أن بعض المصادر تذكر أربعة عشر نوعاً وذلك بإدخال مركّب الكولين الكيميائي، إلا أن المنظمات الصحية الرئيسية تذكر 13: فيتامين أ، فيتامين بي1 (ثيامين)، فيتامين بي2 (رايبوفلافين)، فيتامين بي3 (نياسين)، فيتامين بي5 (حمض البانتوثنيك)، فيتامين بي6 (بيريدوكسين)، فيتامين بي7 (بيوتين)، فيتامين بي9 (الفولات)، فيتامين بي12 (كوبالامين)، فيتامين سي (حمض الاسكوربيك)، فيتامين د، فيتامين إي (توكوفيرول وتوكوترينول)، وفيتامين ك (كينون).
للفيتامينات وظائف بيوكيميائية متنوعة. يعمل فيتامين ألف كمنظّم لنمو وتمايز الخلايا والأنسجة. يؤدي فيتامين دال وظيفة شبيهة بالهرمونات، فهو ينظّم التمثيل الغذائي للعظام والأعضاء الأخرى. تعمل فيتامينات بي كعوامل مرافقة للإنزيمات (الإنزيمات المساعدة) أو كمركّبات طليعية لها. يعمل فيتامين ج وفيتامين هـ كمضادات للتأكسد. يمكن أن يتسبب تناول الفيتامينات المفرط أو نقص الكميات المتناولة في حدوث أمراض خطيرة، على الرغم من أن تناول الفيتامينات القابلة للذوبان في الماء أقل احتمالاً لهذه المخاطر.
قبل عام 1935، كان الطعام هو المصدر الوحيد للفيتامينات. في حال نقص تناول الفيتامينات، تحدث الأمراض الناتجة عن حالة النقص. ثم أصبحت أقراص فيتامين ب المركب المنتجة تجارياً والمستخلصة من الخميرة وأقراص فيتامين ج شبه الاصطناعي متاحة. أعقب ذلك في الخمسينات الإنتاج والتسويق الشامل للأقراص متعددة الفيتامينات، لمنع عوز الفيتامينات لدى عموم الناس. تتطلب بعض الحكومات إضافة الفيتامينات إلى الأغذية الرئيسية كالدقيق والحليب، فيما يعرف بعملية إغناء الأغذية، وذلك لمنع العوز. ساهمت التوصيات باستخدام مكمّلات حمض الفوليك أثناء الحمل في تقليل خطر إصابة الرضيع بعيت الأنبوب العصبي.
اشتقت كلمة فيتامين vitamin من كلمة vitamine والتي صاغها عالم الكيمياء الحيوية البولندي كازيمير فانك عام 1912، الذي عزل مجموعة من المغذيات الدقيقة الضرورية للحياة، وافترض أنها كلها أمينات. عندما تقرّر لاحقًا أن هذا الافتراض ليس صحيحاً، حُذف حرف "e" من الاسم. اكتُشفت جميع الفيتامينات (أو تمّ التعرّف عليها) بين عامي 1913 و1948.

## قائمة الفيتامينات
| الفيتامين    | أشباه الفيتامينات (فيتامير) (غير مكتملة)                                                                                | الانحلالية | الكمية الغذائية اليومية المرجعية في الولايات المتحدة (ذكور/إناث، العمر 19–70) | الأمراض الناتجة عن نقصه                                                                     | متلازمة/أعراض الجرعة الزائدة منه                                    | المصادر الغذائية |
| ------------ | --- | ---------- | ----------------------------------------------------------------------------- | ------------------------------------------------------------------------------------------- | ------------------------------------------------------------------- | --- |
| فيتامين أ    | جميع الرتينولات وريتينالات المتحولة، وبديل بروفيتامين أ- الذي يعمل ككاروتينات بما في ذلك جميع البيتا كاروتينات المتحولة | في الدهون  | 900 ميكروغرام/ 700 ميكروغرام                                                  | العشى، فرط التقرن، وتلين القرنية                                                            | فرط فيتامين أ                                                       | من مصادر حيوانية كفيتامين أ /جميع الريتنولات المتحولة: الأسماك بشكلٍ عام، الكبد، منتجات الألبان؛ من مصادر نبانية كبروفيتامين أ / جميع البيتا كاروتينات المتحولة: البرتقال، الفواكة الصفراء الناضجة، الخضراوات الورقية، الجزر، اليقطين، السبانخ، القرع; |
| فيتامين بي1  | الثيامين | في الماء   | 1.2 مغ/1.1 مغ                                                                 | نقص الثيامين، متلازمة فرنيكيه كورساكوف                                                      | النعاس وارتخاء العضلات                                              | الحبوب الكاملة، الأرز البني، الخضراوات، البطاطا، الكبد، البيض |
| فيتامين بي2  | الرايبوفلافين | في الماء   | 1.3 مغ/1.1 مغ                                                                 | داء الأريبوفلافين، التهاب اللسان، التهاب الشفة الزاوي                                       |                                                                     | منتجات الألبان، الموز، الفاصوليا الخضراء، الإسبارغوس |
| فيتامين بي3  | نياسين، نيكوتيناميد، ريبوزيد النيكوتيناميد                                                                              | في الماء   | 16 مغ/14 مغ                                                                   | البلاغرا                                                                                    | تلف الكبد (الجرعات> 2غم/اليوم) والنياسين                            | اللحوم، السمك، البيض، العديد من الخضراوات، الفطر، الجوز |
| فيتامين بي5  | حمض بانتوثينيك | في الماء   | 5 مغ/5 مغ                                                                     | مذل                                                                                         | الإسهال، ربما الغثيان وحرقة المعدة.                                 | اللحوم، البروكلي، الأفوكادو |
| فيتامين بي6  | بيريدوكسين، بيريدوكسامين، بيريدوكسال                                                                                    | في الماء   | 1.3–1.7 مغ/ 1.2–1.5 مغ                                                        | فقر الدم، اعتلال الأعصاب المحيطية                                                           | ضعف الاستقبال الحسي العميق، تلف الأعصاب (الجرعات> 100 /مغ في اليوم) | اللحوم، الخضراوات، الجوز، الموز |
| فيتامين بي7  | بيوتين | في الماء   | 30 ميكروغرام/ 30 ميكروغرام                                                    | التهاب الجلد، التهاب الأمعاء                                                                |                                                                     | صفار البيض النيء، الكبد، الفول السوداني، الخضراوات الورقية الخضراء |
| فيتامين بي9  | الفولات، حمض الفوليك | في الماء   | 400 ميكروغرام/ 400 ميكروغرام                                                  | فقر الدم الضخم الأرومات والنقص أثناء الحمل المرتبط بالعيوب الخلقية مثل خلل الأنابيب العصبية | قد يخفي أعراض نقص فيتامين بي12؛ حمض الفوليك.                        | الخضراوات الورقية، الكبد، الباستا، الخبز، الحبوب |
| فيتامين بي12 | سيانوكوبالامين، هايدروكسوكوبالمين، ميثيل الكوبالامين، أدينوسيل الكوبالامين                                              | في الماء   | 2.4 ميكروغرام/ 2.4 ميكروغرام                                                  | فقر الدم الخبيث، تلف الخلايا العصبية                                                        | غير مثبت                                                            | اللحوم، الدواجن، السمك، البيض، الحليب |
| فيتامين ج    | فيتامين ج | في الماء   | 90 مغ/75 مغ                                                                   | عوز فيتامين ج                                                                               | آلام المعدة، والإسهال، وانتفاخ البطن.                               | العديد من أنواع الفواكه والخضراوات، الكبد |
| فيتامين د    | كوليكالسيفيرول (D3)، إرغوكالسيفيرول (D2)                                                                                | في الدهون  | 15 ميكروغرام/ 15 ميكروغرام                                                    | كساح الأطفال وتلين العظام                                                                   | فرط فيتامين د                                                       | الحزازيات، البيض، الكبد، بعض أنواع السمك مثل السردين وبعض أنواع الفطر مثل الشيتاكي |
| فيتامين هـ   | توكوفيرول توكوترينول | في الدهون  | 15 مغ/15 مغ                                                                   | نقص نادر جداً؛ فقر دم انحلالي خفيف في المواليد الجدد                                         | احتمال زيادة حالات قصور القلب الاحتقاني.                            | العديد من الفواكه والخضراوات، المكسرات والبذور، وزيوت البذور |
| فيتامين ك    | فايتوميناديون/ فيتامين ك2                                                                                               | في الدهون  | 110 ميكروغرام/ 120 ميكروغرام                                                  | أهبة نزفية                                                                                  | انخفاض تأثير الوارفارين في منع تخثر الدم.                           | الخضراوات الورقية كالسبانخ، صفار البيض، الكبد |

## التصنيف
تُصنّف الفيتامينات على أنها إما قابلة للذوبان في الماء أو قابلة للذوبان في الدهون. لدى الإنسان، يوجد 13 نوعاً من الفيتامينات: 4 قابلة للذوبان في الدهون وهي فيتامينات أ، د، هـ، ك، و9 قابلة للذوبان في الماء وهي فيتامين ج و8 من فيتامينات ب. الفيتامينات القابلة للذوبان في الماء تذوب بسهولة، بشكلٍ عام، فهي تُفرَز بسهولة من الجسم، لدرجة أن الناتج البولي يعتبر مؤشراً قوياً على استهلاك الفيتامين. نظراً لأنها لا تُخزّن بسهولة، من المهم أن يكون المدخول أكثر ثباتاً (أي تتناول باستمرار). تُمتصّ الفيتامينات القابلة للذوبان في الدهون عبر القناة الهضمية بمساعدة الليبيدات (الدهون). يمكن أن يتراكم فيتامين «أ» وفيتامين «د» في الجسم، ما قد ينتج عنه حدوث فرط الفيتامين. نقص الفيتامين القابل للذوبان في الدهون بسبب سوء الامتصاص له أهمية خاصة في حالات التليّف الكيسي.

## الفيتامينات كيميائيا
الدور البيولوجي Biological Role

### الفيتامينات الذوابة في الدهون
1-ريتنول (فيتامين أ)
الريتنول هام في استقلاب البروتين في خلايا تطورت من طبقة الأديم الظاهر (مثل الجلد أو الطبقة المخاطية التي تغلف الجهاز التنفسي أو الهضمي). فنقص الريتنول بطريقة ما يؤثر سلبا في نسج الظهارية (ثخانة الجلد، فرط التقرن) ويسبب أيضا العمى الليلي.
بالإضافة إلى ما سبق، فإن الريتينول11- مقرون - ريتينال، هو مكون حامل اللون في دورة الرؤية للبروتينات الملونة في الأنواع الثلاثة للخلايا المخروطية، الأزرق، الأخضر، الأحمر (540 , 435 ,nm 565 بالترتيب) وفي عصي الشبكية.
تتشكل البروتينات الملونة (ردود بسنيات) في الظلام من بروتينات (أوبسينات) مع 11 - مقرون - ريتينال، وفي الضوء تتفارق البروتينات الملونة إلى مكونات أكثر ثباتا من ريتنال مفروق جميع روابطة وبروتي. هذه التغيرات في الهيئة الفراغية تقدح نبضة عصبية في الخلية العصبية المجاورة، ويتحول بعدها الريتنال المفروق بجميع روابطه إلى ريتانول مفروق بكامله، وعبر مرکب وسطي يتحول 11 - مقرون- ريتانول مرة ثانية إلى 11 - مقرون - ريتنال.
2- كالسيفيرول (فيتامين د)
يتشكل كولي كالسيفيرول (فيتامين، I ، D3) من الكولستيرول في الجلد عبر التحليل الضوئي ل 7 - دیهایدرو کولستيرول طليعة فيتامين، D3 بتأثير الضوء فوق البنفسجي (فيتامين أشعة الشمس). وعلى هذا النمط يتشكل فيتامين D2 من ارکوستيرول. يضاف إلى نوعي الفيتامين D2 و D3 أول مجموعة هيدروكسيل في الكبد لإعطاء طليعة الهرمون 25 - هیدروکسي کولي كالسيفيرول (کالسیدیول) والمجموعة الثانية تضاف في الكلية لإعطاء هرمون فيتامين D واسمه al , 25- دیهیدروکسي کولي كالسيفيرول (كالسيتريول). يعمل كالسيتريول في مختلف الأعضاء كمحرض للبروتينات، ويقوم بتعزيز امتصاص الكالسيوم في الأمعاء وتعزيز الوصول إلى تركيز أمثل للكالسيوم في الكلية والعظام، ويحرض على اصطناع البروتينات التي تدخل في بنية تمارس العظام وفي تكليسها. يمكن أن يؤدي عوز فيتامين D إلى زيادة طرح الكالسيوم والفوسفات، مما يعيق تشكيل العظام لعدم حدوث التكلس في الغضاريف والعظام (رخد طفولي). ويقود عوز فيتامين D في الكهول إلى تلين العظام، وهو حدوث لين وضعف في العظام. ينتج المدخول المفرط لفيتامين إلى اضطراب في ترسیب کربونات الكالسيوم وفوسفات الكالسيوم في مختلف الأعضاء.
3- a-توكوفيرول (فيتامين إي)
(a-Tocopherol (Vitamin E
تختلف التوكوفيرولات عن بعضها بعدد مجموعات الميتيل على الحلقة وموضعها . وأعلاها في النشاط البيولوجي - توكوفيرول وله أعلى فعالية بيولوجية. ويعتمد نشاط هذا المركب في الأساس على خواصه المضادة للأكسدة التي تعيق أو تمنع أكسدة الشحوم، وبالتالي لا تساهم هذه الخاصة في ثبات بنیات الأغشية ولكن تثبت العوامل الفعالة الأخرى مثل فيتامين A، أو بيكوينون، هرمونات، أنزيمات) تجاه الأكسدة. يتداخل فيتامين E في تحويل حمض أراشیدونیك إلى بروستاغلاندينات ويخفض من تكدس الصفيحات الدموية. يترافق عوز فيتامين E مع الاضطرابات المزمنة (العقم في الحيوانات الأهلية والتجريبية القرود (النسناس)، ابيضاض العضلات في لحم الدجاج).
4- فيتوميناديون (فيتامين ك1 فيللوكوينون)
إن فيتامينات K هي مشتقات نافتو کوینون تختلف عن بعضها بسلسلتها الجانبية. ويعود التوضع الفراغي لذرات الكربون 7 و 11 هو R ويقابل الفيتول الطبيعي .ويمتلك فيتامين K1 الراسيمي المصنع من أيزوفيتول غير الفعال ضوئية النشاط البيولوجي نفسه للمنتج الطبيعي. يكتنف فيتامين K في الاصطناع اللاحق لحمض - کربوکسي غلوتاميك (Gla) في البروتينات التي تعتمد على فيتامين K حيث يرجع أولا إلى هیدروکوینون ثم يقوم كعامل مساعد في كربلة (إضافة، CO) لحمض غلوتاميك. وفي هذه العملية يتحول إلى شكل أيبوكسيد، الذي يتولد منه ثانية فيتامين K. تنتمي عوامل تخثر الدم (بروترومبين، بروکونفيرتين، كريسماس وعامل ستوارت) مع البروتينات التي تقوم بوظائف أخرى إلى مجموعة من البروتينات التي تعتمد على فيتامين K وتقوم بضم Ca2 في Gla. يسبب عوز هذا الفيتامين خفض نشاط بروترمبين، ونقص الترومبين الدم ونزيف دموي.

#### لفيتامينات الذوابة في الماء Water - Soluble Vitamins
1- ثيامين (فيتامين بي1)
يدخل الثيامين، في شكله البيروفوسفاتي، مع أنزيمات بيروفات دیهایدروجیناز، وترانس كيتولاز، وفوسفوكيتولاز، وه كيتوغلوتارات دیهایدروجيناز التي تقوم بتفاعلات ينقل فيها مجموعة ألدهيد نشيطة (D: عاطي ، A: متقبل).
ينعكس عوز فيتامين B1 بتناقص في نشاط الأنزيمات التي ذكرت سابقا، وبمرض يعرف باسم بري - بري، له مظاهر عصبية وقلبية وذلك في حالة العوز الوخيم للثيامين الآتي عن طريق الغذاء.
2- رایبوفلافين (فيتامين بي2)
الرايبوفلافين مجموعة ضميمة لأنزيمات الفلافين، ذات الأهمية الكبيرة في الاستقلاب عامة وبخاصة في استقلاب البروتين. ولذلك يؤدي عوز الرايبوفلافين إلى تجمع الحموض الأمينية. وإن من الأعراض النوعية لعوزه تناقص نشاط غلوتاثيون دوکتاز في خلايا الدم الحمراء.
3- بيرودوكسين (بيرودوکسال، فيتامين بي6)
تظهر فعالية فيتامين B6 بالبيرودوكسين أو بيرودوکسول (R = CH2OH) أو بيرودوکسال (R = CHO) أو بيرودوکسامین (R = CHANH2). أما الشكل الفعال في الاستقلاب فهو فوسفات بيرودوکسال، الذي يقوم بوظيفة تميم أنزيمي لأمينو اسيد ديكربوکسیلازات، وأمينو اسيد راسیمازات، وأمينو اسید دیهایدرازات، وأمینو اسید ترانس فيراز، وسرين بالميتول ترانسفيريز، وليزيل اوكسيدير، و5- أمينو ليفولينيك أسيد سینئاز، وأنزيمات استقلاب التربتوفان. وزيادة على ذلك يقوم بتثبيت الهيئة الأنزيمات فوسفوريلازات.
إن المدخول من هذا الفيتامين عادة هو بشكل بيرودوکسال أو بيرودوکسامین. يسبب عوز البيرودوکسين في الوجبة اضطرابات في استقلاب البروتين، أي في اصطناع الهيموغلوبين. ويتجمع هیدروکسي کینورنين وحمض کسانتورينيك لأن تحول التربتوفان إلى حمض نيكوتينيك ينقطع، وهي خطوة ينظمها أنزيم كينورينيناز.
4- نیکوتینامید (نیاسین)
إن أميد حمض نيكوتينيك (1) في شكل نیکوتینامید أدنين دینیو کلیوتید أو بشكله الفوسفاتي («NADP) هما تميمان أنزيميان لأنزيمات دیهایدروجیناز. يطرح في البول بأشكال رئيسية ' N- میتیل نیکوتینامید (ثلاثي غونيلين امید ، II)، و ' N- میتیل - 6- ہیریدون - 3- كربوكسأميد (III)، و» N- میتیل - 4 - بيريدون - 3- كربوكسأميد (IV).
أول ما يلاحظ عوز هذا الفيتامين من نقص تركيز *NAD و NADP في الكبد والعضلات، في حين يبقى مستواها طبيعية في الدم والقلب والكلى. إن المرض التقليدي الذي يسببه عوز هذا الفيتامين هو البلاغراء التي تؤثر في الجلد والهضم والنظام العصبي (التهاب جلد، إسهال، خرف). على أية حال فإن أعراض العوز الأولية هي عامة غير نوعية.
5- حمض بانتوثينيك
حمض بانتوثينيك هو وحدة بناء التميم الأنزيمي CoA) A) الحامل الرئيسي للأستيل ومجموعات الأسيل الأخرى في استقلاب الخلية. وتتصل بمجموعات الأسيل إلى CoA عبر رابطة ثيو استرية. يوجد حمض بانتوثينيك حر في بلاسما الدم، بينما يوجد في الأعضاء على هيئة CoA، وجد أعلى تركيز منه في الكبد وغدد الكظر والقلب والكلى.
يوجد في الطبيعة المصاوغ المرآتي R وهو الفعال بيولوجية. تزود الوجبة العادية إمدادة كافية من هذا الفيتامين.
6- البيوتين
البيوتين بمجموعة ضميمة الأنزيمات الكربلة مثل أستيل- CoA- کربوکسیلاز، وبيروفات کربوکسیلاز، وبروبيونيل- CoA کربوکسیلاز، وبالتالي يلعب دورا هاما في الاصطناع الحيوي لحموض الدهنية واستحداث السكر. تشكل مجموعة الكربوکسیل في البيوتين رابطة أميد مع مجموعة - أمينو في ثمالة اللايسين لبروتين الأنزيم. المركب الفعال بيولوجية، 6aR , 4s 3aS هو D - (+) - بيوتين فقط . نادرا ما يحدث عوز البيوتين. ويحتمل أن يؤدي استهلاك كميات كبيرة من بياض البيض الخام إلى تعطيل البيوتين لانضمامه النوعي إلى الأفيدين.
7- الفولات
يقوم مشتق حمض فوليك، تتراهیدروفولات (حمض بتيرويل مونو غلوتاميك PGA) بدور تميم للأنزيمات التي تنقل وحدات كربون أحادية في مختلف حالات الأكسدة، أي مالات الفورميل، أو هیدروکسي ميتيل. وفي تفاعلات النقل تتصل وحدة الكربون الأحادية إلى الذرة- N أو N من حمض تتراهیدروفوليك. يسبب عوز حمض فوليك عدم كفاية الإمداد في الوجبة أو نتيجة سوء امتصاص ويكشف عن تناقص تركيز حمض فوليك في خلايا الدم الحمراء والبلاسما، وبتغيرات في طراز خلايا الدم. توجد دلائل واضحة أن العيب الخلقي (عيب الأنبوب العصبي) وعدد من الأمراض الأخرى تستند على عوز الفولات.
8- الكوبالامين (فيتامين بي12)
عزل سیانوکوبالامين في عام 1948 من الملبنة Lactobacillus lactis وهو الشكل المستعمل كفيتامين، لأنه ثابت ومتاح توافره. وفي الواقع يتشکل سیانوکوبالامين كخادع في تصنيع المواد البيولوجية. يوجد كوبالامين طبيعيا على شكل أدينوزيل كوبالامين وميثيل کوبالامين، التي تم فيها استبدال مجموعة سيانو بثمالة - 5 - دیو کسي أدينوزيل ومجموعة میتیل بالترتيب. يشارك أدينوزيل كوبالامين (التميم الأنزيمي B12) في تفاعلات ترتيب يتم فيها تبادل المواضع بين ذرة هيدروجين وعمالة ألكيل ومجموعة أسيل أو مجموعة سالبة إلكترونية في ذرتي کربون متجاورتين. وتلعب تفاعلات من هذا النمط دورة في استقلاب سلسلة من البكتريا. وتفاعل إعادة الترتيب في الثدييات والبكتريا التي تعتمد على فيتامين B12 هو تحویل میتیل مالونیك CoA إلى سکسینیل CoA. ينتج من عوز فيتامين B12 طرح حمض ميثيل مالونيك في البول. يوجد تفاعل آخر هام يعتمد على أدينوزيل كوبالامين هو إرجاع ثلاثي فوسفات ريبونكلبوزيد إلى مركبات 2 - ديؤ کسي وهي كتل البناء في حمض دیؤ کسي ريبونكليك. يتشكل ميثيل كوبالامين في متيلة هوموسیستئين إلى ميثونين مع تشكل حمض N- ميتيل تتراهیدروفوليك في مرحلة متوسطة، والأنزيم المسؤول هو میتیل ترانسفيراز المعتمد على الكوبالامين.
يتم إنجاز امتصاص الكوبالامين في الأمعاء بمساعدة البروتين السكري، المعروف باسم «العامل الجوهري» الذي تخلقه الخلايا الجدارية في المعدة. وينتج عن سوء الامتصاص العائد إلى عدم كفاية تكوين «العامل الجوهري» حدوث فقر الدم الخبيث.
9- حمض الأسكوربيك (فيتامين سي)
يدخل (1-3- کیتو - تریو - هکسيورونيك أسيد - 7 - لاکتون، في تفاعلات الهدرلة (إضافة OH)، كما في الاصطناع الحيوي کاتيكولامين، هيدروکسي برولين والستيروئيدات القشرية (إضافة مجموعة- OH إلى الموقع - 8-11 هیدروکسی ل کورتیکوستيرون منقوص الأوكسجين وإضافة مجموعة- OH إلى الموقع 17-8- کورتکوسترون). يمتص فيتامين C كلية ويتوزع في الجسم، ويصل أقصى تركيزه في الغدد الكظرية والنخامية. يطرح نحو 3% من بركة فيتامين C خارج الجسم، والتي تقدر ب 20-50ملغ / كغ وزن الجسم، في البول كفيتامين C وحمض دیهیدرواسكوربيك (مجموعهما 25%) ومستقلباتهما ، 3,2 - ديكيتو -L- حمض غولونيك (20%) وحمض أوكساليك (% 55). ولا يحدث زيادة في إطراح حمض أوكساليك إلا في تناول مدخول عالي من حمض اسكوربيك. داء الممتع ويسبب عوز فيتامين.

## مضادات الفيتامينات
مضادات الفيتامينات هي مركّبات كيميائية تمنع امتصاص أو تصريف الفيتامينات. على سبيل المثال، أفيدين هو بروتين يوجد في بياض البيض النيء يمنع امتصاص البيوتين؛ لكن يتم تعطيله عن طريق الطهي. ، البيريثيامين، هو مركب صناعي، له بنية جزيئية مشابهة للثيامين، وفيتامين ب1، يمنع الإنزيمات التي تستخدم الثيامين.

## الوظائف الكيميائية الحيوية
يُستخدم كل فيتامين عادةً في تفاعلات متعدّدة، لذا فإن معظمها له عدّة وظائف.
منها التالي:
- تعتبر كعوامل مساعدة في عملية الأيض: تدخل بشكل متكرر في عملية تحوير نشاط الإنزيم أو تعتبر جزء لا يتجزأ من مجموعات الإنزيم الاصطناعية.
- تعتبر إنزيمات مساعدة في عملية الأيض: العديد من الفيتامينات أو الدور الأيضي للفيتامينات تلعب دورا نشطا في ردود الفعل الكيميائية الحيوية المعقدة. هذه التفاعلات مهمة للتمثيل الغذائي الوسيط وضمان استخدام المواد الغذائية الرئيسية لإنتاج الطاقة والبروتينات والأحماض النووية.
- التنظيم الوراثي أو الجيني : الزنك يلعب دور تنظيم وتحكم عملية النسخ الجيني كأصبع ترتبط ب DNA وتُنظِم النسخ لمستقبلات الهرمونات الستيرويدية والعوامل الأخرى.
- مضادات أكسدة: تتميز الفيتامينات أكثر من غيرها بخصائص مضادة للأكسدة.[33]

### على نمو الجنين ونمو الأطفال
الفيتامينات ضرورية للنمو والتطور الطبيعي للكائنات متعددة الخلايا. يطوّر الجنين خلال نموه المواد الغذائية التي يمتصها باستخدام مخطط جيني موروث من الوالدين. يتطلب الأمر وجود بعض الفيتامينات والمعادن في أوقات معينة. تسهّل هذه العناصر الغذائية التفاعلات الكيميائية التي تساعد في تكوين العظام والجلد والعضلات وغيرها. إذا كان ثمة نقص خطير في أحد هذه العناصر الغذائية أو أكثر، قد يصاب الطفل بمرض نقص، حتى النواقص الطفيفة قد تسبب ضرراً دائماً.

### في الحفاظ على صحة البالغين
بمجرد اكتمال نمو الإنسان، تبقى الفيتامينات مغذّيات أساسية للحفاظ على الخلايا والأنسجة والأعضاء التي تشكل الكائن متعدد الخلايا؛ كما أنها تمكّن الكائن من استخدام الطاقة الكيميائية التي يوفرها الطعام بكفاءة، وتساعد في معالجة البروتينات والكربوهيدرات والدهون اللازمة لعملية التنفس الخلوي.

## المدخول

### نقص المدخول
يختلف تخزين جسم الإنسان للفيتامينات اختلافاً كبيراً؛ حيث تُخزّن فيتامينات أ، د، ب12 بكميات كبيرة، خاصة في الكبد، وقد يعاني النظام الغذائي للبالغين من نقص فيتامينات ألف ودال لعدة أشهر وفيتامين ب12 لعدّة سنوات في بعض الحالات، قبل أن يصاب الشخص بحالة عوز. ومع ذلك، لا يُخزّن فيتامين ب3 (النياسين والنياسيناميد) بكميات كبيرة، لذلك قد يستمر المخزون لبضعة أسابيع فقط. بالنسبة لفيتامين سي، تتفاوت أعراض نقصه بشكلٍ كبير حسبما ورد في الدراسات التجريبية التي أجريت لدراسة حرمان البشر بشكلٍ كامل من فيتامين سي، من شهر إلى ما يزيد عن ستة أشهر، اعتماداً على التاريخ الغذائي السابق الذي يحدد تخزين الفيتامين في الجسم.
تُصنّف أوجه النقص في الفيتامينات إلى أولية وثانوية. يحدث النقص الأولي عندما لا يحصل الكائن الحي على ما يكفي من الفيتامين في طعامه. وقد يحدث النقص الثانوي بسبب اضطرابٍ كامن يمنع أو يحدّ من امتصاص الفيتامين أو استخدامه، بسبب «عامل نمط الحياة»، كالتدخين أو الإفراط في استهلاك الكحول، أو استخدام الأدوية التي تؤثر على امتصاص الفيتامين واستخدامه في الجسم. من غير المحتمل أن يُصاب الأشخاص الذي يتبعون نظاماً غذائياً متنوعاً بنقصٍ حاد في الفيتامينات الأولية، لكن قد يكون استهلاكهم أقل من الكميات الموصى بها؛ خلُص مسح وطني للأغذية والمكملات الغذائية أجري في الولايات المتحدة خلال الفترة من 2003 و2006 إلى أن أكثر من 90% من الأفراد الذين لم يستهلكوا مكملات الفيتامينات لديهم مستويات غير كافية من بعض الفيتامينات الأساسية، لا سيما فيتامينيّ دال وهاء.
تشمل حالات نقص الفيتامينات البشرية التي أجريت حولها أبحاث وافية: الثيامين (نقص الثيامين)، والنياسين (بلاغرا)، وفيتامين ج (عوز فيتامين ج)، وحمض الفوليك (عيب الأنبوب العصبيs) وفيتامين دي (كساح الأطفال). في العديد من دول العالم المتقدمة، تكون هذه النواقص نادرة، لأن سكانها يتناولون كميات كافية من الغذاء والأطعمة الغنية. إضافة إلى أمراض نقص الفيتامينات الشائعة هذه، ربطت بعض الأدلة بين نفص الفيتامينات وعدد من الاضطرابات المختلفة.

### زيادة المدخول أو الجرعات الزائدة
وثّقت حالات سمّية حادة أو مزمنة جراء تناول كميات أكبر من الفيتامينات، ويشار لهذه الحالات بالسمّية المفرطة. أنشأ الاتحاد الأوروبي وحكومات العديد من الدول قوائم مرجعية للفيتامينات التي أظهرت حالات سميّة (طالع الجدول). احتمال استهلاك كميات مفرطة من أي فيتامين من مصادر الطعام ضعيف، لكن الافراط في تناول الفيتامينات يأتي من المكمّلات الغذائية. عام 2016، أبلغ حوالي 63,931 شخص الجمعية الأمريكية لمراكز مكافحة السموم عن التعرض لجرعة زائدة من تركيبات الفيتامينات والمعادن، منها حوالي 72% حالة بين الأطفال دون سن الخامسة. في الولايات المتحدة، أفاد تحليل النظام الغذائي ومسح المكمّلات إلى أن حوالي 7% من مستهلكي المكملات البالغين تجاوزوا الحد الأقصى من الفوليك و5% ممن هم أكبر من 50 عاماً تجاوزوا الحد الأقصى لفيتامين ألف.

### تأثير الطهي
أجرت وزارة الزراعة الأمريكية دراسات مكثفة حول النسب المئوية لفقدان العناصر الغذائية المختلفة من أنواع الطعام المختلفة وطرق الطهي.
قد تصبح بعض الفيتامينات «متوافرة حيويًا»، أي أنه يمكن للجسم أن يستغلّها عند طهي الأطعمة.
يوضّح الجدول التالي ما إن كانت الفيتامينات المختلفة تُفقد جراء الحرارة كالحرارة الناتجة عن الغليان، والطهي بالبخار أو القلي، وما إلى ذلك. كما يمكن تبيّن مدى تأثير تقطيع الخضراوات عند تعريضه للهواء أو الضوء. تذوب الفيتامينات القابلة للذوبان في الماء مثل فيتامينيّ B و C عند سلق الخضراوات، وبالتالي تُفقد هذه الفيتامينات بعد التخلص من ماء السلق.
| الفيتامين            | قابل للذوبان في الماء | مستقر بعد تعرضه للهواء | مستقر بعد تعرضه للضوء | مستقر بعد تعرضه للحرارة |
| فيتامين أ            | لا                    | جزئيًا                  | جزئيًا                 | مستقر نسبيًا             |
| فيتامين ج            | غير مستقر للغاية      | نعم                    | نعم                   | نعم                     |
| فيتامين د            | لا                    | لا                     | لا                    | لا                      |
| فيتامين هـ           | لا                    | نعم                    | نعم                   | لا                      |
| فيتامين ك            | لا                    | لا                     | نعم                   | لا                      |
| الثيامين (ب1)        | جدًا                   | لا                     | ?                     | > 100 °م                |
| ريبوفلافين (ب2)      | قليًلا                 | لا                     | في محلول              | لا                      |
| نياسين (ب3)          | نعم                   | لا                     | لا                    | لا                      |
| حمض البانتوثنيك (ب5) | مستقر إلى حد ما       | ?                      | لا                    | نعم                     |
| فيتامين ب6           | نعم                   | ?                      | نعم                   | < 160 °م                |
| بيوتين (ب7)          | إلى حد ما             | ?                      | ?                     | لا                      |
| حمض الفوليك (ب9)     | نعم                   | ?                      | في حال كان جافًا       | درجات مرتفعة            |
| فيتامين ب12          | نعم                   | ?                      | نعم                   | لا                      |

## المستويات الموصى بها
عند وضع المبادئ التوجيهية للمغذيات البشرية، لا توافق المنظمات الحكومية بالضرورة على الكميات اللازمة لتفادي النقص أو تفادي الكميات القصوى لتجنّب خطر السمية. على سبيل المثال، بالنسبة فيتامين ج، تتراوح المدخولات الموصى بها 40ملغم/اليوم في الهند إلى 155 ملغم/اليوم في الاتحاد الأوروبي. 

يوضّح الجدول التالي متوسط المتطلبات المقدّرة والبدائل الغذائية الموصى بها للفيتامينات في الولايات المتحدة، والبدائل الغذائية الموصى بها في الاتحاد الأوروبي، متبوعاً بالحدّ الأقصى للمدخول الآمن حسبما تراه ثلاث مؤسسات حكومية. متوسطات المتطلبات المقدّرة أعلى من البدائل الموصى بها لتغطية احتياجات الأشخاص ذوي الاحتياجات التي تزيد عن الاحتياجات الطبيعية. تُحدّد المدخولات الكافية عندما لا تتوفر معلومات كافية لتحديد متوسطات المتطلبات المقدرة والبدائل الغذائية الموصى بها. تتباطئ الحكومات في مراجعة المعلومات من هذا النوع. بالنسبة للقيم المتّبعة في الولايات المتحدة، فإن جميع البيانات تعود للفترة بين 1997 و2004 باستثناء الكالسيوم وفيتامين د.
| العنصر الغذائي               | متوسط المتطلبات المقدّرة | الأقصى (الولايات المتحدة) بدائل غذائية موصى بها أو الكميات الكافية | الحد الأقصى (الاتحاد الأوروبي) البدائل الغذائية الموصى بها أو الكميات الكافية | الحد الأعلى (UL) | الحد الأعلى (UL) | الحد الأعلى (UL) | الوحدة      |
| العنصر الغذائي               | متوسط المتطلبات المقدّرة | الأقصى (الولايات المتحدة) بدائل غذائية موصى بها أو الكميات الكافية | الحد الأقصى (الاتحاد الأوروبي) البدائل الغذائية الموصى بها أو الكميات الكافية | الولايات المتحدة | الاتحاد الأوروبي | اليابان          | الوحدة      |
| ---------------------------- | ----------------------- | ------------------------------------------------------------------ | ----------------------------------------------------------------------------- | ---------------- | ---------------- | ---------------- | ----------- |
| فيتامين أ                    | 625                     | 900                                                                | 1300                                                                          | 3000             | 3000             | 2700             | مايكرو غرام |
| فيتامين ج                    | 75                      | 90                                                                 | 155                                                                           | 2000             | ND               | ND               | ملغم        |
| فيتامين د                    | 10                      | 15                                                                 | 15                                                                            | 100              | 100              | 100              | مايكرو غرام |
| فيتامين ك                    | NE                      | 120                                                                | 70                                                                            | ND               | ND               | ND               | مايكرو غرام |
| توكوفيرول (فيتامين هـ)       | 12                      | 15                                                                 | 13                                                                            | 1000             | 300              | 650-900          | ملغم        |
| فيتامين ب1                   | 1.0                     | 1.2                                                                | 0.1 ميغا جول/ملغم                                                             | ND               | ND               | ND               | ملغم        |
| فيتامين ب2                   | 1.1                     | 1.3                                                                | 2.0                                                                           | ND               | ND               | ND               | ملغم        |
| نياسين (فيتامين ب3)          | 12                      | 16                                                                 | 1.6 ميغا جول/ملغم                                                             | 35               | 10               | 60-85            | ملغم        |
| فيتامين ب5                   | NE                      | 5                                                                  | 7                                                                             | ND               | ND               | ND               | ملغم        |
| فيتامين ب6                   | 1.1                     | 1.3                                                                | 1.8                                                                           | 100              | 25               | 40-60            | ملغم        |
| بيوتين (فيتامين ب7)          | NE                      | 30                                                                 | 45                                                                            | ND               | ND               | ND               | مايكرو غرام |
| حمض الفوليك (فيتامين ب9)     | 320                     | 400                                                                | 600                                                                           | 1000             | 1000             | 900-1000         | مايكرو غرام |
| سيانوكوبالامين (فيتامين ب12) | 2.0                     | 2.4                                                                | 5.0                                                                           | ND               | ND               | ND               | مايكرو غرام |

EAR متوسط المتطلبات المقدّرة في الولايات المتحدة.
RDA البدائل الغذائية الموصى بها في الولايات المتحدة، قيم أعلى للبالغين منها للأطفال؛ وقد تكون أعلى للنساء الحوامل أو المرضعات.
AI المدخول الكافي في الولايات المتحدة؛ ويحدّد ذلك عند توفر معلومات كافية لتحديد قيم متوسط المتطلبات المقدّرة والبدائل الغذائية الموصى بها.
PRI المدخول المرجعي للسكان في الاتحاد الأوروبي، وهو موازٍ للبدائل الغذائية الموصى بها؛ وهي أعلى للبالغين منها للأطفال، وقد تكون أعلى للنساء الحوامل أو المرضعات. بالنسبة للثيامين والنياسين، يُعبّر عن المدخول الموصى به كمقدار لكل ميغاجول من السعرات الحرارة المستهلكة (ميغاجول = 239 سعر حراري غذائي).
UL أو الحد الأعلى مستويات المدخول العليا المسموح بها.
ND الحدود العليا غير محددة.
NE متوسط المتطلبات المقدرة.

## الفيتامينات بصفتها مكملات غذائية

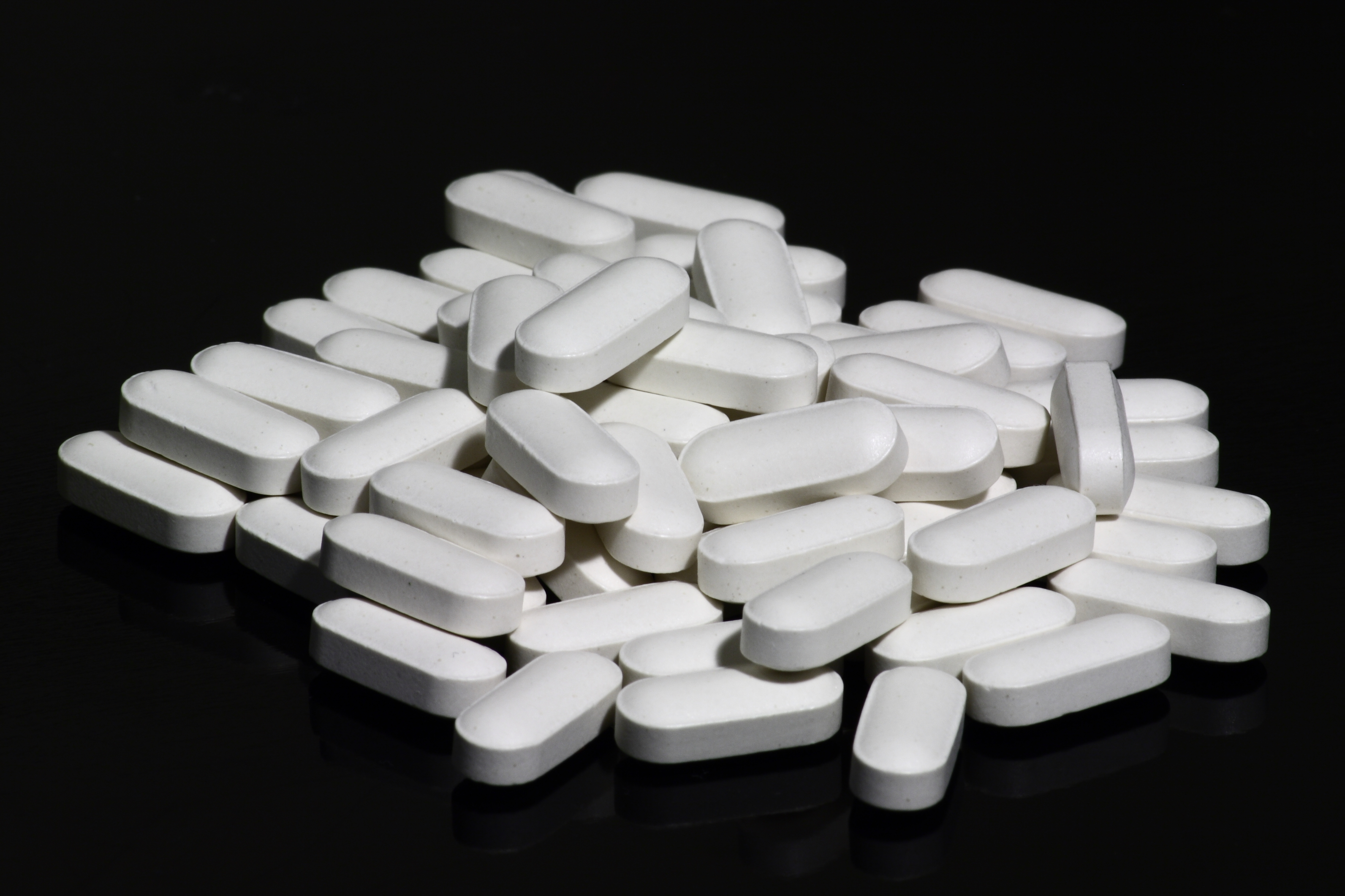
أقراص مكملات مكونة من الكالسيوم وفيتامين دال.

هناك القليل من الأدلة على أن المكملات الغذائية لها أي فوائد فيما يتعلق بمكافحة مرض السرطان أو الوقاية من أمراض القلب لدى مَن يتمتعون بصحة جيدة.  فالمكملات الغذائية التي تحتوي على فيتاميني A وE ليست فقط غير مفيدة لعموم الأناس الأصحاء، بل أيضاً قد تتسبب في ارتفاع معدلات الوفيات، على الرغم من أن الدراستين الكبيرتين اللتين تدعمان هذا الاستنتاج شملتا مدخنين ممن كانوا يعرفون بالفعل أن مكملات البيتا كاروتين قد تكون ضارة وتشير نتائج أخرى إلى أن درجة سمية فيتامين هـ تقتصر على شكلٍ محدد عند تناوله بإفراط.
تعتمد الدول الأوروبية تشريعات تحدد جرعات الفيتامينات (والمعادن) التي يمكن تناولها بأمان كمكملات غذائية. ولا يفترض أن يتجاوز تناول معظم الفيتامينات التي تباع كمكملات غذائية الجرعة اليومية المسموح بها وفقاً للكمية الغذائية المرجعية. ولا تعد منتجات الفيتامين غير المدرجة في هذه المرجعية مكملات غذائية ويجب تسجيلها باعتبارها أدوية أما تصرف للمريض بموجب وصفة من طبيب أو أدوية يمكن صرفها دون وصفة الطبيب (عقاقير متاحة دون وصفة طبية) بسبب آثارها الجانبية المحتملة. فالاتحاد الأوروبي والولايات المتحدة واليابان وبعض الدول الأخرى تحدد كل منها الكمية الغذائية المرجعية الخاصة بها.
وغالبًا ما تحوي المكملات الغذائية على فيتامينات، ولكنها قد تحوي أيضا مكونات أخرى، مثل المعادن والأعشاب والنباتات. وتدعم الأدلة العلمية فوائد المكملات الغذائية للمرضى الذين يعانون من بعض الحالات الصحية. ففي بعض الحالات، قد تكون مكملات الفيتامينات لها آثار ضارة، خاصة إن تناولها شخص ما قبل عملية جراحية، أو مع مكملات غذائية أو أدوية أخرى، أو إن كان الشخص يعاني من حالة صحية معينة. كما قد تحتوي على مستويات أعلى من الفيتامينات المختلفة مما هو مسموح للمرء بأن يحصل عليه عن طريق الطعام.

### التنظيم الحكومي
تدرج معظم البلدان المكملات الغذائية في فئة خاصة تحت المظلة العامة للأغذية، وليس العقاقير. ونتيجة لذلك، تتحمل الشركة المصنعة والحكومة مسؤولية ضمان أن منتجات المكملات الغذائية الخاصة بها آمنة قبل طرحها في الأسواق. ويتباين تنظيم المكملات الغذائية تباينًا شديدًا بحسب كل بلد. وفي الولايات المتحدة، يعرف قانون التعليم والصحة الخاص بالمكملات الغذائية 1994. ولم تخضع هذه المكملات الغذائية قبل عام 1994 لإجراءات موافقة من إدارة الغذاء والدواء، وبالتالي لم يكن هناك حاجة إلى أن تثبت الشركات المصنعة سلامة المكملات الغذائية التي تنتجها أو تثبت مدى فعاليتها. وبذلك كان يجب أن تعتمد إدارة الغذاء والدواء على نظام الإبلاغ عن الحالات السلبية المترتبة على استهلاك هذا النوع من المكملات. وفي عام 2007، أصبحت المادة 21 من الفصل الثالث من قانون اللوائح الفيدرالية (CFR) سارية المفعول، وهي تنظّم ممارسات التصنيع الجيدة الخاصة بتصنيع المكملات الغذائية وتعبئتها ووضع العلامات التجارية عليها وتخزينها. وعلى الرغم من أن تسجيل المنتج غير مطلوب، تفرض هذه اللوائح معايير لإنتاج المكملات الغذائية ومراقبة الجودة (بما في ذلك اختبار للكشف عن نوع هذه المنتجات ودرجة النقاء والغش). أما في الاتحاد الأوروبي، تقضي التوجيهات الخاصة بالمكملات الغذائية بأنه يمكن طرح المكملات التي ثبُت أن تناولها آمن في الأسواق دون الحاجة إلى وصفة طبية. وبالنسبة لمعظم الفيتامينات، جرى إقرار معايير الأدوية. ففي الولايات المتحدة، يحدد دستور الأدوية أكثر الفيتامينات شيوعًا ومكوناتها. وبالمثل، تنظم دراسات متعلقة بدستور الأدوية الأوروبي جوانب عدة مثل نوع الفيتامينات المطروحة في السوق الأوروبية وكذا درجة النقاء.

## المسميات
| الاسم السابق    | الاسم الكيميائي                  | سبب تغيير الاسم                                                        |
| --------------- | -------------------------------- | ---------------------------------------------------------------------- |
| فيتامين ب4      | أدينين                           | مستقلب DNA؛ يتم تركيبه في الجسم                                        |
| فيتامين ب8      | أدينوسين أحادي الفوسفات          | مستقلب الحمض النووي، يتم تركيبه في الجسم                               |
| فيتامين بT      | كارنتين                          | تركّب داخل الجسم                                                        |
| فيتامين F       | أحماض دهنية أساسية               | يحتاج له الجسم بكميات كبيرة (جرعات وهذا لا يتناسب مع تعريف الفيتامين). |
| فيتامين G       | فيتامين ب2                       | أعيد تصنيفه ضمن مجموعة فيتامينات ب                                     |
| فيتامين H       | بيوتين                           | أعيد تصنيفه ضمن مجموعة فيتامينات ب                                     |
| فيتامين J       | كاتيكول، مجموعة الفلافين         | كاتيكول غير ضروري؛ أعيد تصنيفه كفلافين من فيتامينات ب                  |
| فيتامينL1       | حمض الأنثرانيليك                 | ليس أساسياً                                                             |
| فيتامينL2       | خماسي الميثيل الكبريتي الأدينيلي | مستقلب آر إن أيه؛ يتم تركيبه في الجسم                                  |
| فيتامين M أو Bc | حمض الفوليك                      | أعيد تصنيفه من مجموعة فيتامينات ب                                      |
| فيتامين P       | فلافونيد                         | مركبات عديدة، لم يثبت أنه أساسي                                        |
| فيتامين PP      | نياسين                           | أعيد تصنيفه من مجموعة فيتامينات ب                                      |
| فيتامين S       | حمض الساليسيليك                  | ليس أساسياً                                                             |
| فيتامين U       | S-ميثيل الميثيونين               | مستقلب بروتين؛ يتم تركيبها في الجسم                                    |

سبب أن مسميات مجموعة الفيتامينات تتخطى مباشرة من E إلى K هو أنه أعيد تصنيف الفيتامينات التي تقابل الأحرف من F إلى J عبر الوقت، أو التخلص منها لأنها لا تتوافق مع تعريف الفيتامين، أو أعيدت تسميتها لارتباطها بفيتامين ب، بحيث أصبحت مركباً من الفيتامينات.
العلماء الناطقون بالألمانية الذين عزلوا ووصفوا فيتامين K سمّوه على هذا النحو لأن الفيتامين يساهم بشكل وثيق في تخثّر الدم (اشتقّ من الكلمة الألمانية Koagulation). في ذلك الوقت، كانت الأحرف من F إلى J مستخدمة بالفعل لذلك كان استخدام الحرف K معقولاً. يسرد جدول «تسميات الفيتامينات المعاد تصنيفها» المواد الكيميائية التي كانت مصنّفة مسبقاً كفيتامينات، بالإضافة إلى الأسماء السابقة للفيتامينات التي أصبحت لاحقاً جزءاً من مركبات ب.
أعيد تصنيف فيتامينات ب غير الموجودة أو التي تقرر أنها ليست فيتامينات. على سبيل المثال، بB9 هو حمض الفوليك وتوجد خمسة من أحماض الفوليك في النطاق ب11 حتى ب16. بعض الأنواع الأخرى مثل دواء "بابا") (فيتامين ب B10 سابقاً) غير نشطة بيولوجياً، أو سامّة، أو لها تأثيرات على البشر لا تقبل التصنيف، أو غير معترف بكونها فيتامينات علمياً مثل تلك التي كانت تحمل الأرقام الأعلى، والتي يسمّيها بعض ممارسي المداواة الطبيعية ب21 و ب22. كما توجد تسعة فيتامينات ب مركبة مرقّمة بالأحرف، (مثل بm). تم التعرّف الآن على بعض فيتامينات دال كمواد أخرى، تسمّى بنفس طريقة الأرقام د7. كان أميغدالين وهو علاج السرطان المثير للجدل يُعرف في مرحلةٍ ما بفيتامين ب17. ثمة إجماع على عدم وجود أي فيتامينات بمسميات Q، R، T، V، W، X، Y، Z، ولا يوجد مواد بمسميات I أو N مصنّفة على أنها فيتامينات، على الرغم من أن I قد يكون شكلاً آخر من أشكال الفيتامينات أو المغذيات المعروفة.

## التاريخ
أدرك الإنسان أهمية تناول أغذية معينة للحفاظ على الصحة قبل وقت طويل من اكتشاف الفيتامينات. عرف المصريون القدماء أن تناول الكبد قد يساعد شخصاً مصاباً بالعشى، وهو مرض معروف بأنه ينتج عن نقص فيتامين أ. أدى توسّع الرحلات عبر المحيطات خلال عصر النهضة لفترات طويلة دون الحصول على فاكهة وخضراوات طازجة إلى انتشار أمراض تُعزى لنقص الفيتامينات كانت شائعة بين طواقم السفن.
| سنة الاكتشاف | الفيتامين                    | المصدر الغذائي                               |
| ------------ | ---------------------------- | -------------------------------------------- |
| 1913         | فيتامين أ (ريتينول)          | زيت كبد الحوت                                |
| 1910         | فيتامين ب1 (ثيامين)          | نخالة                                        |
| 1920         | فيتامين ج (حمض الإسكوربيك)   | الحمضيات، معظم الأطعمة الطازجة               |
| 1920         | فيتامين د (كالسيفرول)        | زيت كبد سمك القد                             |
| 1920         | فيتامين ب2 (ريبوفلافين)      | اللحوم، منتجات الألبان، بيض المائدة          |
| 1922         | فيتامين هـ (توكوفيرول)       | زيت جنين القمح، الزيوت النباتية غير المكررة  |
| 1929         | فيتامين ك1 (فايتوميناديون)   | الخضار الورقية                               |
| 1931         | فيتامين ب5 (حمض البانتوثنيك) | اللحوم، الحبوب الكاملة، في العديد من الأطعمة |
| 1931         | فيتامين ب7 (بيوتين)          | اللحوم، منتجات الألبان، البيض                |
| 1934         | فيتامين ب6 (البيريدوكسين)    | اللحوم، منتجات الألبان                       |
| 1936         | فيتامين ب3 (نياسين)          | اللحوم، الحبوب                               |
| 1941         | فيتامين ب9 (حمض الفوليك)     | الخضراوات الورقية                            |
| 1948         | فيتامين ب12 (الكوبالامين)    | اللحوم، الأعضاء (الكبد)، البيض               |

عام 1747، اكتشف الجرّاح الاسكتلندي جيمس لند أن الأغذية الحمضية ساعدت في الحد من عوز فيتامين ج، وهو مرض مميت حيث لا يتكون الكولاجين بشكلٍ صحيح، ما يتسبب في ضعف التئام الجروح، ونزيف اللثة وألم شديد والموت. عام 1753، نشر ليند كتابه «دراسة عن الإسقربوط»، أوصى فيه باستخدام الليمون والليم لتجنّب عوز فيتامين سي، وقد تبنّى أفراد البحرية الملكية البريطانية هذه التوصيات. ومن هنا جاء لقب ليمي الذي عُرف به البحارة البريطانيون. مع ذلك، لم يلقَ اكتشاف لند قبولاً واسعاً من أفراد بعثات البحرية في المنطقة القطبية الشمالية في القرن التاسع عشر، حيث كان يُعتقد أنه يمكن منع الإسقربوط بممارسة التمارين الرياضية بانتظام ومراعاة النظافة جيداً والحفاظ على الروح المعنوية عندما يكون الطاقم في مهمّات العمل على متن سفنهم، بدلاً من اتباع نظام غذائي يعتمد على الطعام الطازج. نتيجة لذلك، ظل المشاركون في الحملات التي توجّهت إلى القطب الشمالي يعانون من الإسقربوط وغيرها من أمراض سوء التغذية. في أوائل القرن العشرين، عندما توجّه روبرت فالكون سكوت ببعثتيه إلى المنطقة القطبية الجنوبية، كانت النظرية الطبية السائدة في ذلك الوقت أن الإسقربوط نتج عن المعلبات التالفة.
خلال أواخر القرن الثامن عشر وأوائل القرن التاسع عشر، أتاح استخدام دراسات الحرمان للعلماء عزل وتحديد عدد من الفيتامينات. استُخدم الدهن المستخرج من زيت السمك علاجاً لكساح الأطفال، وسميت المغذيات القابلة للذوبان في الدهون باسم «مضاد الرخدA». وهكذا، كان أول فيتامين ذو نشاط حيوي عُزل واستُخدم لعلاج الكساح وسمي منذ البداية «فيتامين أ»؛ مع ذلك، فإن النشاط الحيوي لهذا المركب يسمى الآن فيتامين دي. في عام 1881، درس الطبيب الروسي نيكولاي لونين تأثيرات مرض الإسقربوط في جامعة تارتو؛ حيث أطعم الفئران خليطاً اصطناعياً من جميع مكونات الحليب منفصلةً عن بعضها والتي كانت معروفة في ذلك الوقت، وهي البروتينات والدهون والسكريات والأملاح. ماتت الفئرات التي تلقّت المكونات المنفصلة فقط، بينما نمت الفئران التي أعطيت بالحليب نفسه طبيعياً. استنتج من ذلك إلى أن «الغذاء الطبيعي مثل الحليب لا بد أن يحتوي بالإضافة للمكونات الرئيسية المعروفة على كميات صغيرة من المواد غير المعروفة الضرورية للحياة». مع ذلك رفض المستشار غوستاف فون بانغ استنتاجاته. ظهرت نتائج مشابهة لكورنيليوس بيكيلهارينغ في مجلة طبية هولندية عام 1905، لكن لم تنتشر على نطاق واسع.
في شرق آسيا، حيث كان الأرز الأبيض المقشور الطعام الأساسي للطبقة الوسطى، كان نقص الثيامين الناتج عن نقص فيتامين ب1 مرضاً وافداً. عام 1884، لاحظ تاكاكي كانيهيرو، وهو طبيب تدرب في بريطانيا، خلال عمله في البحرية الإمبراطورية اليابانية، أن البيري-بيري كان مستوطناً بين أفراد طواقم السفن ذوي الرتب المنخفضة الذين لا يأكلون سوى الأرز فقط، بينما لم يكن المرض منتشراً بين الأفراد الذين كانوا يعتمدون نظاماً غذائياً ذا نمطٍ غربي. بدعم من البحرية اليابانية، أجرى تاكاكي تجارب على طواقم بارجتين؛ حيث تناول الطاقم الأول الأرز الأبيض فقط، بينما تناول الطاقم الثاني طعاماً يتضمن اللحوم والأسماك والشعير والأرز والفاصولياء. أظهرت السجلات أن 161 فردًا من أفراد الطاقم الذين تناولوا الأرز الأبيض فقط يعانون من البيري-بيري وسجلت 25 حالة وفاة، في حين كان عدد حالات البيري بيري بين أفراد المجموعة الثانية 14 دون تسجيل وفيات. أقنعت هذه النتائج تاكاكي والبحرية اليابانية أن النظام الغذائي كان سبب المرض، لكنهم اعتقدوا بالخطاً أن توفير كميات كافية من البروتين ستمنعه. بحث كريستيان أيكمان في الأمراض التي قد تنتج عن بعض أوجه القصور في النظام الغذائي، حيث اكتشف عام 1897 أن تناول الأرز بدلاً من أصناف الدجاج ساعد في منع نوع من اعتلال الأعصاب المحيطية الذي كان يعاد مرض البيري-بيري. في العام التالي، افترض فريدريك هوبكنز أن بعض الأطعمة تحتوي على «عوامل ثانوية» -بالإضافة إلى البروتينات والكربوهيدرات والدهون، غيرها- ضرورية لوظائف الجسم البشري. منح هوبكنز وإيجكمان جائزة نوبل في الطب أو علم وظائف الأعضاء عام 1929 لاكتشافاتهما.

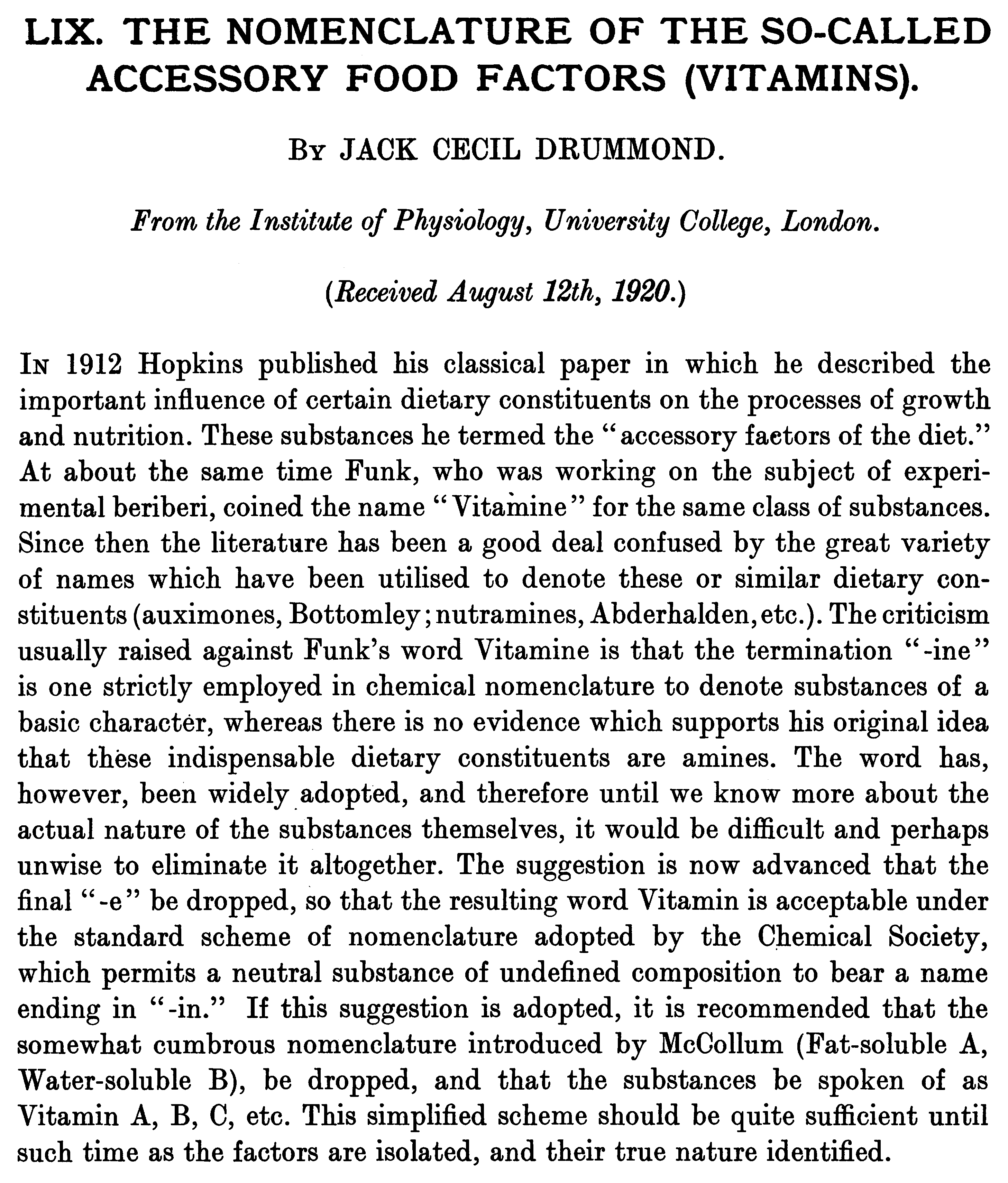
مقالة جاك دروموند ذات الفقرة الواحدة التي قدمها عام 1920 والتي تضمّنت الهيكلية والتسمية المستخدمة اليوم للفيتامينات

في عام 1910، عزل العالم الياباني أوميتارو سوزوكي أول مركب فيتامينات، الذي نجح في استخراج مركب من المغذيات الدقيقة قابل للذوبان في الماء يتكون من نخالة الأرز، أطلق عليه اسم فيتامين ب1 (سمي لاحقاً "أوريزانين"). نشر أوميتارو اكتشافه في مجلة علمية يابانية. عندما تُرجمت المقالة إلى اللغة الألمانية، لم تذكر الترجمة أن ما اكتُشف كان مغذيات حديثة الاكتشاف، وهو ادّعاء تضمّنته المقالة اليابانية الأصلية، وبالتالي فشل اكتشافه في كسب الاهتمام. عام 1912، عزل عالم الكيمياء الحيوية البولندي المولد كازيمير فانك، الذي كان يعمل في لندن، نفس المركب من المغذيات الدقيقة واقترح تسميته باسم "فيتامين". لاحقاً، عُرف المركب باسم فيتامين ب3 (نياسين)، على الرغم من أنه وُصف بأنه "عامل مضاد للبيري-بيري (وهو ما يعرف اليوم بالثيامين) أو فيتامين ب1). اقترح فانك فرضية مفادُها أنه يمكن علاج الأمراض الأخرى مثل الكساح والبلاجرا والأمراض البطنية والاسقربوط بالفيتامينات. اقترح ماكسيمليان نيرنشتاين المتابع لمنشورات الكيمياء الحيوية في جامعة بريستول استخدام تسمية "فيتامين" بدلاً من "أمين حيوي". سرعان ما أصبح الاسم مرادفاً للعوامل المساعدة (لهوبكنز)، ومع الوقت، تبيّن أن الفيتامينات ليست جميعها أمينات.
وضّح بول كارير التركيبة الصحيحة لبيتا-كاروتين، وهي السلائف الأساسية لفيتامين أ. وحدّد كاروتينات أخرى. أكّد كارير وولتر هاوارث اكتشاف ألبرت ألبرت ناجيرابولت لفيتامين سي وساهما كثيرًا في اكتشاف كيمياء مجموعة الفلافين التي أدّت إلى تحديد فيتامين ب2. ولأبحاثهما على الكاروتينات والفلافين وفيتامينات أ وب2، حصل كلاهما على جائزة نوبل في الكيمياء عام 1937.
في عام 1931، اشتبه ألبرت ناجيرابولت وزميله الباحث جوزيف سفيربيلي في أن «حمض هيكسورونيك» كان فعلياً فيتامين سي، وأعطيا عيّنة لتشارلز جلان كينغ الذي أثبت نشاطه المضاد لعوز فيتامين سي في تجربته طويلة الأمد على المصابين بالكابياء الخنزيرية. عام 1937، منح ألبرت ناجيرابولت جائزة نوبل في الطب لهذا الاكتشاف. عام 1943، منح كل من إدوارد دويزي وهنريك دام جائزة نوبل في الطب لاكتشافهما فيتامين ك وتركيبه الكيميائي. عام 1967، منح جورج والد جائزة نوبل (مع كل من رانيار غرانيت وهالدان هارتلاين) لاكتشافه أن فيتامين أ يمكن أن يشترك مباشرة في عملية فسيولوجية.

### جائزة نوبل منحت لأبحاث تتعلق بالفيتامينات
منحت جائزة نوبل في الطب أو علم وظائف الأعضاء عام 1929 لكريستيان أيكمان والسير فريدريك هوبكنس لمساهماتهما في اكتشاف الفيتامينات. قبل ذلك بخمسة وثلاثين عاماً، لاحظ إيكمان أن الدجاج الذي يتغذى على الأرز الأبيض المصقول يعاني من أعراض عصبية شبيهة بتلك التي لوحظت على البحارة العسكريين الذين يعتمدون نظاماً غذائياً قائماً على الأرز، وأن الأعراض انعكست عندما أعطي الدجاج حبوب الأرز الكاملة. أطلق على هذا الأمر «العامل المضاد للبري بري»، الذي عُرّف لاحقاً بفيتامين ب1، الثيامين.
في عام 1930، وضّح بول كارير البنية الصحيحة للبيتا كاروتين، السلائف الرئيسية لفيتامين ألف، وعرّف كاروتينات أخرى. أكّد كارير وولتر هاوارث على اكتشاف أكبر سانت-غيورغي لفيتامين سي وساهم كثيرًا في كيمياء مجموعة الفلافين، ما ساهم في التعرّف على فيتامين ب2. ونظراً لاستقصاءاتهما عن الكاروتينات والفلافين وفيتامين ألف2 وفيتامين ب، مُنحا جائزة نوبل في الكيمياء عام 1937.
في عام 1937، منح سانت-غيورغي جائزة نوبل في الطب أو علم وظائف الأعضاء لاكتشافه. عام 1943، مُنح كل من إدوارد دويزي وهنريك دام جائزة نوبل في الطب لاكتشافهما فيتامين ك وبنيته الكيميائية. عام 1967، حصل جورج والد (مع رانيار غرانيت وهالدان هارتلاين) على جائزة نوبل لاكتشافهم أن فيتامين ألف يمكن أن يشارك في العمليات الفسيولوجية بشكلٍ مباشر.
في عام 1938، مُنح ريشارد كون جائزة نوبل في الكيمياء لعمله على الكاروتينات والفيتامينات، تحديداً ب2 وب6.
مُنح خمسة أشخاص جائزة نوبل لدراساتهم المباشرة وغير المباشرة حول فيتامين ب12: جورج ويبل وجورج مينوت ووليم مورفي (1934) وألكسندر تود (1957) ودوروثي هودجكن (1964).

### تاريخ التسويق الترويجي للفيتامينات
بمجرد اكتشاف الفيتامينات، رُوّج بكثافة في المقالات والإعلانات في مجلة ماككولز ومجلة التدبير المنزل، وغيرها من وسائل الإعلام. رَوّج المسوّقون بحماس لزيت كبد الحوت، وهو مصدر لفيتامين د، وللموز كغذاء حيوي طبيعي. كما رَوّجوا لأغذية مثل كعكة الخميرة كونها مصدرًا لفيتامينات ب، وهذا على أساس القيمة الغذائية المحدّدة علمياً، بدلاً من الاهتمام بالطعم والمظهر. ركّز الباحثون في الحرب العالمية الثانية على الحاجة لضمان التغذية الكافية، خاصة في الأطعمة سهلة التحضير. ينسب لروبر يودر أول استخدام لمصطلح «فيتامينا» عام 1942، لوصف جاذبية الاعتماد على المكملات الغذائية بدلاً من الحصول على الفيتامينات من نظام غذائي متنوع من الأطعمة. أدى الانشغال المستمر بأسلوب حياة صحي إلى الاستهلاك المفرط للمضافات التي لها آثار مشكوك فيها.

## التسمية
صاغ تسمية «فيتامين» (vitamin) عالم الكيمياء الحيوية البولندي كازيمير فانك عام 1912، وهو مشتق من المركب التضمني "vitamine" عندما كان يعمل في معهد ليستر للطب الوقائي. الاسم متشق من كلمتي "vital" وكلمة "amin" والتي تعني أمين، لأنه اقترح عام 1912 أن العوامل الغذائية للمغذيات الدقيقة العضوية التي تمنع نقص الثيامين، وربما تكون أمراض نقص الغذاء الأخرى المشابهة أمينات كيميائية. وينطبق هذا الأمر على فيتامين ب1، لكن بعد اكتشاف أن المغذيات الدقيقة الأخرى لم تكن أمينات، اختصرت الكلمة في الإنجليزية إلى «فيتامين».

## وصلات خارجية
- مخطط بيانات الكميات الغذائية المرجعية بصيغة PDF
- وزارة الصحة الغذائية الكندية - مرجع كميات الفيتامينات
- مكتب المعاهد الوطنية للصحة- المكملات الغذائية: صحائف الحقائق نسخة محفوظة 16 سبتمبر 2008 على موقع واي باك مشين.
- مكتب المعاهد الوطنية للصحة. المكملات الغذائية: معلومات أساسية نسخة محفوظة 16 سبتمبر 2008 على موقع واي باك مشين.